# Pintura corporal

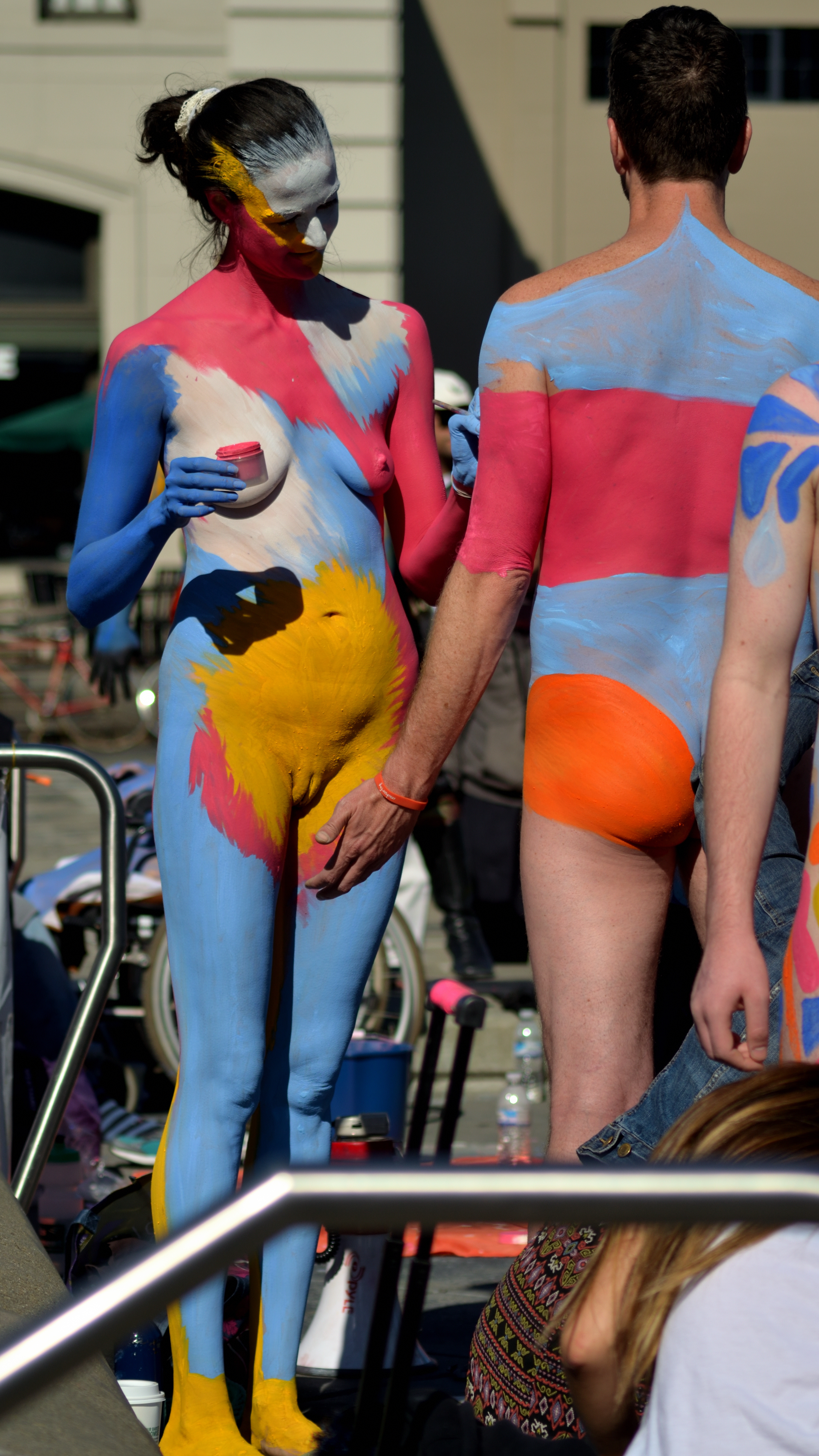
Día de la pintura corporal en Nueva York, 2016.

La pintura corporal es una forma de arte corporal en el que el trabajo artístico es pintado directamente sobre la piel humana. A diferencia de los tatuajes u otras formas de arte corporal, la pintura corporal es temporal, dura desde unas horas hasta unas pocas semanas (en el caso de los mehndi o "tatuajes de henna", unas dos semanas). La pintura corporal que se limita a la cara es conocida como "pintura facial". 
La pintura corporal reapareció en Occidente a finales del siglo XX, como parte de un arte temporal, en el que el artista crea un dibujo sobre su modelo, y al que se dedican varios festivales, entre ellos el de Seeboden en Austria "World bodypainting festival" y el de Bruselas en Bélgica en el Festival Internacional de la película fantástica, "The International Body Painting Contest".

## Pintura corporal en la cultura

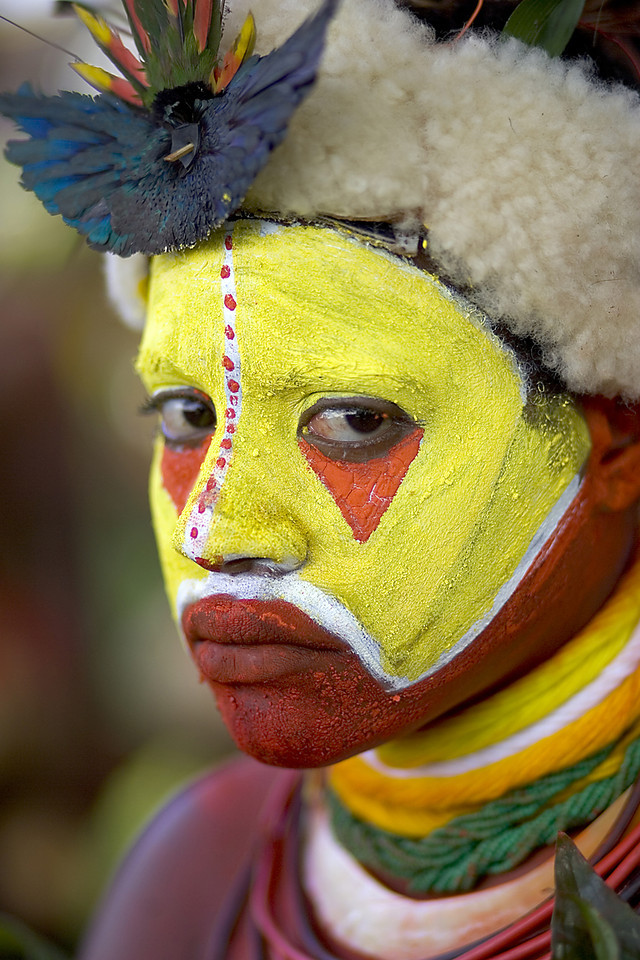
Una mujer de Papúa Nueva Guinea con pintura facial.

Puede afirmarse que antes de la invención de pinceles u otras herramientas prehistóricas, el hombre se aplicó pigmentos sobre su cuerpo para afirmar su identidad, la pertenencia a su grupo y situarse con relación a su ambiente, prepararse para alguna ceremonia o por gusto. Esta práctica fue utilizada como instrumento de transformación; los dibujos y los colores le permitieron alternar en su cuerpo diversas identidades, señalar la entrada en un nuevo estado o grupo social, definir una posición ritual o reafirmar la pertenencia a una comunidad determinada, como también se utilizó sencillamente como ornamento.
Casi todos los grupos tribales de diversas culturas practicaron la pintura corporal, utilizando para ello diferentes tonalidades de arcilla o carbón. La pintura corporal habitualmente se utilizó y en algunos grupos se sigue utilizando durante las ceremonias. Esta práctica aún se refleja en algunas regiones del mundo como Australia, las islas del Océano Pacífico o zonas de África, como las colinas del Nuba sudanés; en las tribus del sureste, los colores de las pinturas y los peinados indican la edad de los hombres. Los hombres jóvenes de los pueblos de Kau, Nyaro y Fungor elevaron el arte de la decoración corporal y facial a un alto nivel de ejecución. Estas pinturas no son realizadas solo por artistas, sino por todos los hombres de diecisiete a treinta años. La pintura corporal se convierte en una especie de uniforme para cada grupo de edad. Desde la India hasta el Magreb, las mujeres practican una forma de pintura corporal más duradera con henna, a menudo con ocasión de celebraciones religiosas o matrimonios. La decoración con henna colorea la piel en tonos que van desde el anaranjado al negro. Algunos pueblos indígenas de Sudamérica utilizan el huito o genipapo (genipa americana),el annatto o el carbón para sus decoraciones corporales. El huito, a semejanza de la henna, es bastante estable, y su color negro tarda algunas semanas en borrarse.

## Pintura corporal en culturas precolombinas sudamericanas

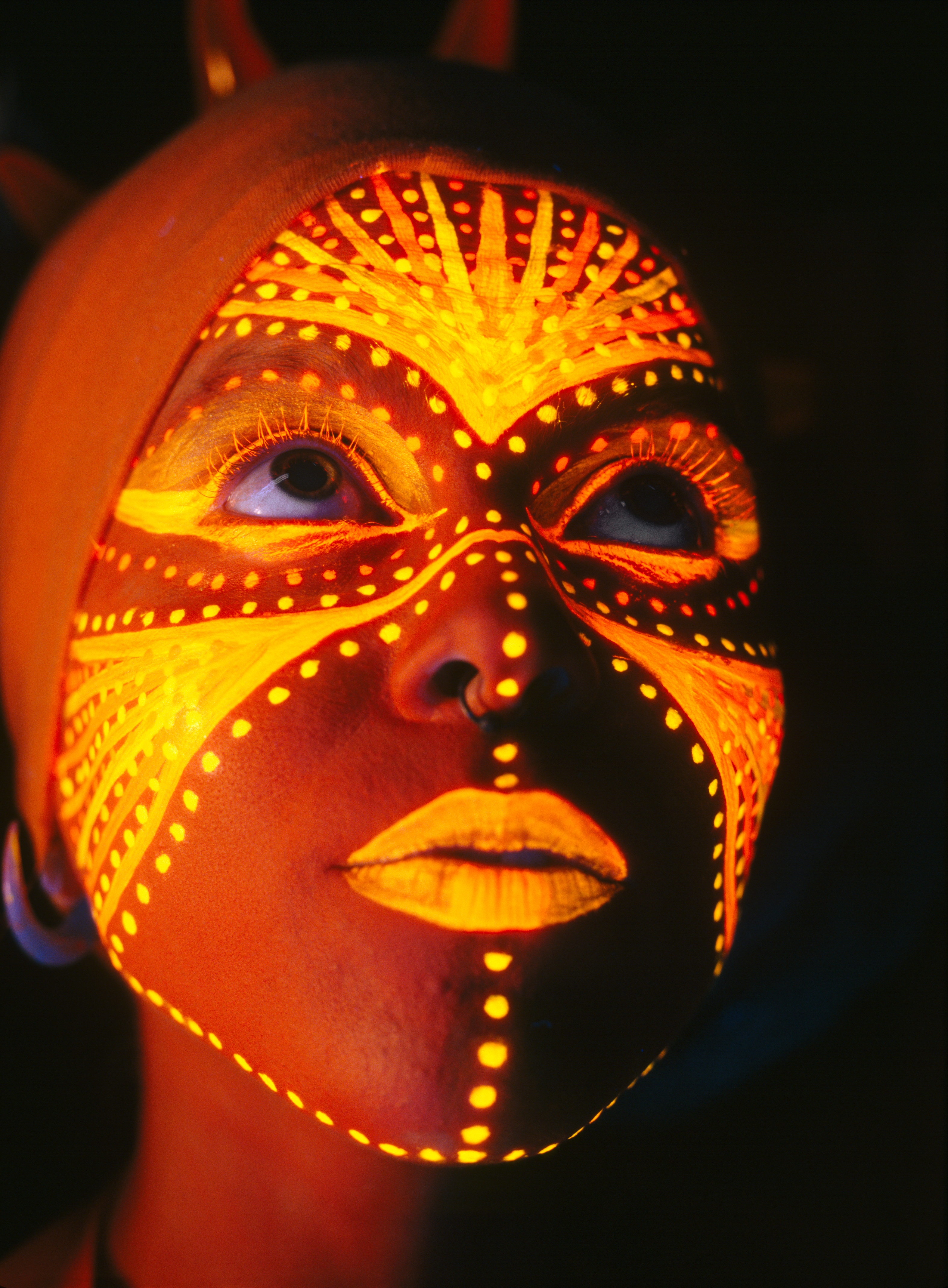
El artista Beo Beyond crea trajes iluminados, pinturas y fotografías con luz negra y materiales fluorescentes. Esta foto muestra a la artista de performance Leevi, quien ella misma hizo la pintura corporal fluorescente. La foto fue tomada en el estudio del artista en Barcelona, España.

Estudios de momias precolombinas realizados por Marvin J. Allison y otros, en la costa peruana y el norte de Chile encontraron que al menos cinco culturas usaron pintura corporal con pigmentos rojos preferentemente y el tatuaje se redujo a dos culturas, Ica Y Chimú-Casma. La pintura facial se encontró en culturas altiplánicas y costeras pero el tatuaje, en muchos casos con motivos del desierto y del mar, se observó solamente en culturas costeras.
Los cronistas españoles tempranos de la conquista, mencionan que la pintura corporal era permanente (posiblemente refiriéndose a tatuajes) y Oviedo reafirma tal hecho; "Para todos los días de la vida". Aunque, hay que señalarlo, la evidencia arqueológica es fortuita y poco informativa, pero Benner y Bird sugieren que el diseño y los detalles de la pintura corporal se utilizaban para distinguir el rango y la asociación en algunas culturas.
Las materias que utilizaron las diversas culturas precolombinas tienen origen vegetal, mineral o animal; carbones, cenizas, jugos y semillas de frutas, entre otros.
Los pigmentos universalmente más apreciados han sido el rojo, el negro, el blanco, y el ocre.
1. El rojo muy vivo, extracto del Urucù (Roucou (Bixa orellana) ou rocouyer).
2. El negro verdoso, que viene del jugo de jenipapo (fruta del árbol Genipa americana).
3. El blanco de arcilla.
4. El negro, que se obtiene a partir de la pulpa de la fruta genipapo (Genipa americana) o del carbón de madera.

El blanco, tomado del polvo de arcilla, se asocia generalmente al luto o a la purificación. El ocre rojo, tomado de la tierra fértil, color de sangre, es símbolo a menudo de energía vital y fecundidad. Por último, el negro, evocador de la noche y el caos primordial, simboliza la nada.
El Onges pigmeos de las islas Andamán emplean pigmentos minerales (rojos, amarillos, blancos y negros) mezclados con aceite de tortuga, como símbolo de protección.

## Práctica moderna de la pintura corporal

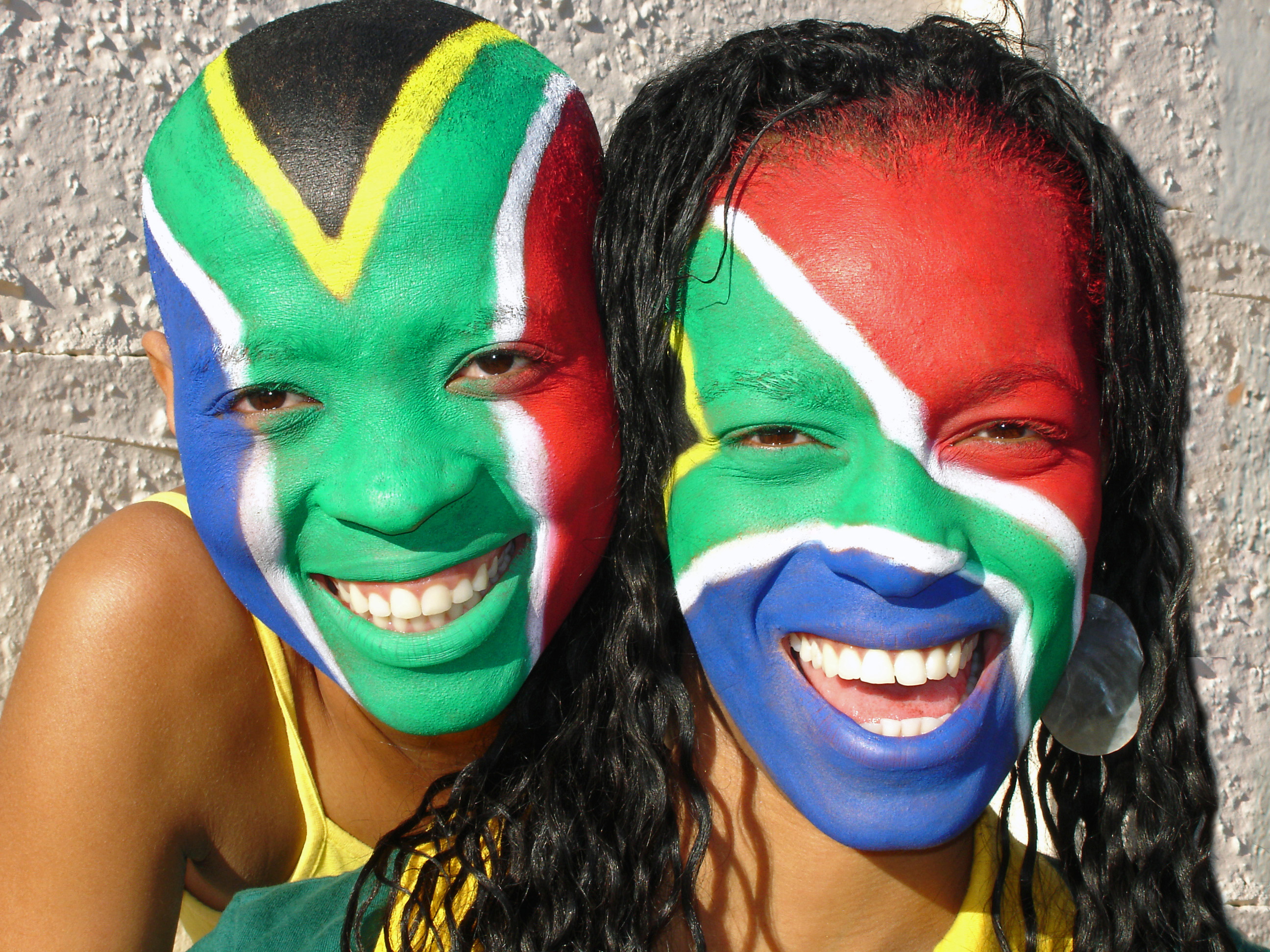
Dos adolescentes con pintura facial de la bandera de Sudáfrica, durante la Copa Mundial de Fútbol de 2010 realizado en dicho país.

En la actualidad, en las sociedades occidentales la pintura corporal se practica como una finalidad lúdica y decorativa. Parte de su éxito está en que permite una exposición del cuerpo desnudo que no atenta contra el sentido del pudor que prevalece en algunas culturas; con frecuencia la pintura escogida representa prendas de vestir en trampantojo. También se utilizan los motivos animales, preferentemente los felinos. Cuando se representan otros animales, éstos se integran en un decorado pintado sobre la piel del modelo; serpientes en la selva, arañas sobre su tela. También es recurrente la temática de lo fantástico; criaturas multicolores dotadas de alas, antenas o garras recorren los festivales dedicados a estas artes. Abundan también las pinturas de mimetismo o camuflaje; el cuerpo se integra en su entorno, sean árboles, papel pintado o paredes decrépitas. En el arte de la pintura corporal hay que tener también en cuenta los tatuajes afímeros que los artistas realizan con tintes naturales, como la henna, o con sustancias químicas no siempre inocuas. Los dibujos suelen seguir patrones florales o geométricos, reproduciendo los motivos de los tatuajes populares tradicionales.
En muchos países la pintura corporal se utiliza durante el carnaval, ya que en esas fechas las autoridades suelen ser más tolerantes.

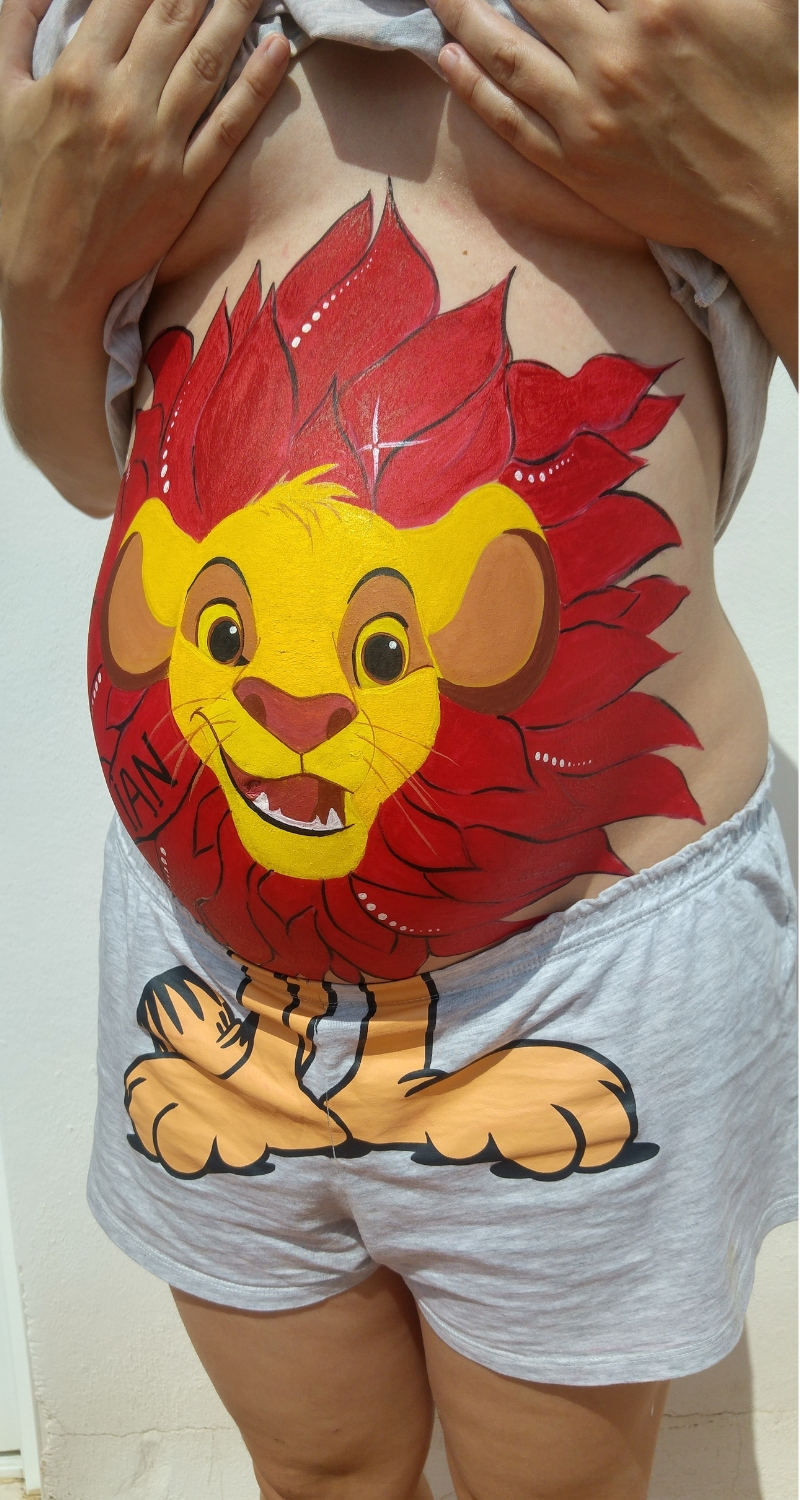
Pintura corporal en el arte moderno.

Algunos artistas plásticos han promovido la técnica de "body painting" entre otros; Gesine Marwedel, Xandra Herdieckerhoff, Blanca Charolet, la actriz y modelo Veruschka y Javier de la Rosa.

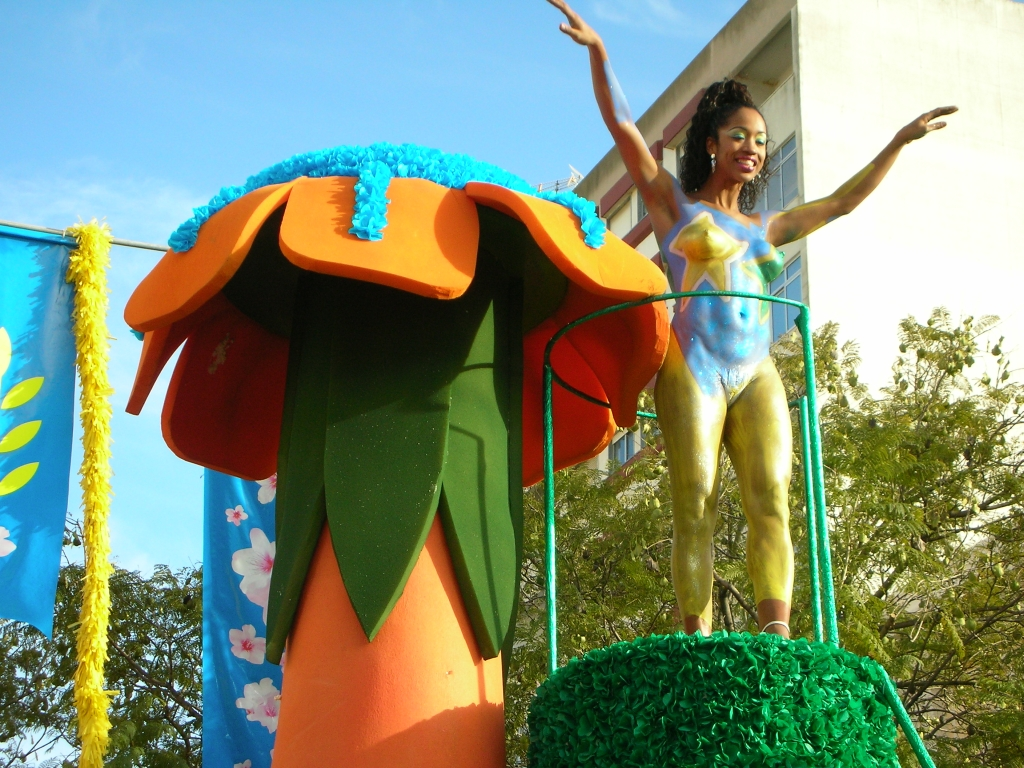
Pintura corporal en el Carnaval de Loulé, Portugal.

## Obras de pintores famosos en body painting
Obras de Gustav Klimt
(En marzo de 2012 en Fráncfort (Alemania), una mujer desnuda, pintada con “El Beso” del extinto pintor austriaco Gustav Klimt, fue homenajeado frente a la sede del Banco Central Europeo (BCE), robando el protagonismo al movimiento de indignados que acampaba desde mediados de octubre del 2011 en esa zona. Una modelo desnuda, con la piel cubierta con una pintura de “El Beso” de Klimt (1862-1918) se paseaba desde la estación central de tren de Fráncfort hasta la sede del BCE, donde permaneció varios minutos, ante la mirada de asombro y las sonrisas de los transeúntes que disfrutaron del espectáculo sin que la Policía interviniese.
El Museo de Arte Itinerante rindió “un homenaje especial al artista austríaco Gustav Klimt, en el 150 aniversario de su nacimiento”, según lo informó en aquella ocasión su fundador, Fernando Morales de la Cruz, quien adelantó que su organización va a crear otras 150 obras vivientes del artista en varias ciudades del mundo con el fin de inspirar el arte a la vida cotidiana de las personas. Esta versión viviente de “El Beso” fue presentada en Colonia, donde se suscitaron problemas con la Policía.

## Pintura corporal en México
Desde finales del siglo pasado, en 1995 prestigiadas estrellas y grupos artísticos de la televisión mexicana 
comenzaron a utilizar la pintura corporal como parte de sus promocionales. Así como fotógrafas de reconocida calidad artística utilizaron la técnica para formar exposiciones temáticas, tales como; Leandro Granato, Laura González y Blanca Charolet con su obra "Torturas de Fin de Siglo, La belleza no conoce dolor(1995)".
Algunas prestigiadas instituciones mexicanas han promovido en diversos eventos el "Body Painting" como la Benemérita Universidad Autónoma de Puebla y el Instituto Superior de Erotismo, Sexualidad y Género.

## Precauciones

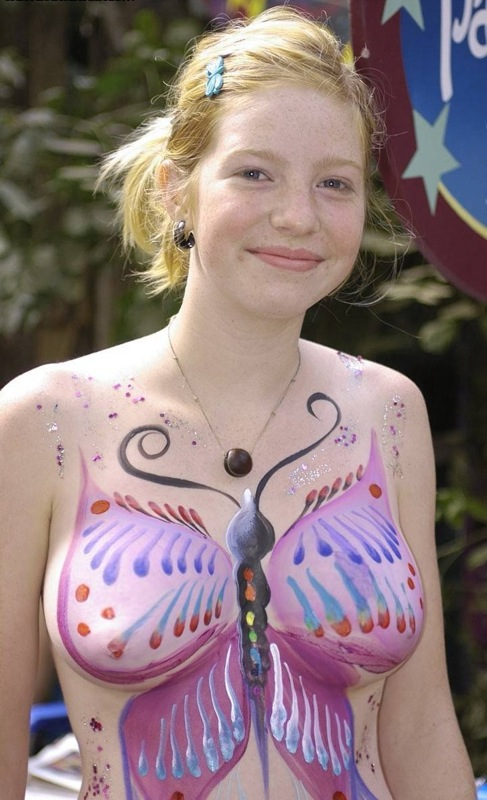
Mariposa pintada en el cuerpo de una mujer joven.

Algunas normas que deben tenerse en cuenta:
- Utilizar una pintura adecuada. Las pinturas utilizadas en Bellas Artes no lo son y, además, presentan riesgos para la salud. De la misma forma, algunas tintas para tatuaje temporal o hennas pueden provocar efectos no deseados.
- trabajar sobre la piel limpia y perfectamente sana. Evitar las zonas perjudicadas por irritaciones y las cicatrices recientes.
- Limpiar pincel y esponjas después de uso, con el fin de evitar la propagación de posibles enfermedades.
- Limpiar la piel con agua mineral en la zona donde se va a aplicar la pintura.